# Eleccions regionals de Sardenya de 1979
Les eleccions regionals per a renovar el Consell Regional de Sardenya se celebraren el 17 de juny de 1979. La participació fou del 84,5%.
| ← Eleccions regionals de Sardenya, 1979 →      |         |        |        |
| Partits                                        | vots    | %      | escons |
| Democràcia Cristiana Italiana (DC)             | 343.208 | 37,7%  | 32     |
| Partit Comunista Italià (PCI)                  | 238.881 | 26,3%  | 22     |
| Partit Socialista Italià (PSI)                 | 101.429 | 11,2%  | 9      |
| Moviment Social Italià-Dreta Nacional (MSI-DN) | 48.695  | 5,4%   | 4      |
| Partit Socialista Democràtic Italià (PSDI)     | 42.304  | 4,7%   | 4      |
| Partit Sard d'Acció (PSd'Az)                   | 30.238  | 3,3%   | 3      |
| Partit Republicà Italià (PRI)                  | 29.701  | 3,3%   | 3      |
| Partit Radical Sard                            | 28.059  | 3,1%   | 2      |
| Partit Liberal Italià (PLI)                    | 18.073  | 2,0%   | 1      |
| Democrazia Nazionale - Costituente di Destra   | 9.199   | 1,0%   | -      |
| Partit d'Unitat Proletària (PDUP)              | 8589    | 0,9%   | -      |
| altres                                         | 10.999  | 1,3%   | -      |
| Total                                          | 909.375 | 100,00 | 80     |

Font Web del consell regional de Sardenya